# エルマ KGP-68
エルマ KGP-68（Erma KGP-68）とは、1960年代後半にエルマ・ヴェルケ社が開発した拳銃である。派生型としてKGP-68A、KGP-69がある。

## 歴史
1968年、エルマ・ヴェルケはKGP-68を発表した。これは同社が1964年から製造していたEP-22と同様、ルガーP08の外見を模した製品であった。KGP-68はオリジナルのP08よりは多少小型であった。使用弾は7.65mmブローニング弾または9mmショート弾で、いずれも箱型弾倉によって給弾された。KGP-68Aはアメリカ合衆国への輸出を想定したモデルで、同国が1968年に定めた銃規制法に従い、マガジンセーフティが追加されていた。1969年、.22ロングライフル弾を使用するKGP-69が発表される。これは同じく22口径銃であったEP-22の後継製品と位置付けられていた。その後、KGP-68/68Aシリーズの製品名が整理され、7.65mmモデルがKGP-32、9mmモデルがKGP-38、22口径モデルがKGP-22と改められた。ベーマンMP-08（Beeman MP-08）という製品名でも販売された。